# Crétéville
Ne doit pas être confondu avec Cretteville.
Crétéville ou Cretiville est un village de Tunisie, situé au sud-est de Tunis, dans le gouvernorat de Ben Arous.
Le domaine de Crétéville est fondé par Maurice Crété en 1885.
L'église, construite en 1887 pendant le protectorat français, est cédée au gouvernement tunisien en 1964 puis transformée en habitation.
On trouve à Crétéville un bureau de poste et une mosquée.